# شیفاک ورو
 شیفاک ورو (نام علمی: Propithecus verreauxi) نام یک گونه از سرده شیفاک است.